# La liceale
La liceale (A Liceal) é um filme italiano de 1975, dirigido por Michele Massimo Tarantini.
Segundo o Italian Film Review, esse filme é a consagração definitiva de Gloria Guida no cinema sexy dos anos 1970. O filme estreou em Itália a 31 de Outubro 1975.

## Elenco
Gloria Guida - Loredana D'Amico
Giuseppe Pambieri - Dr. Marco Salvi
Gianfranco D'Angelo - Prof. Guidi
Renzo Marignano - Prof. Mancinelli
Rodolfo Bigotti - Gianni Montrone
Alvaro Vitali - Petruccio Sciacca
Gisella Sofio - Elvira D'Amico
Mario Carotenuto - Comm. D'Amico
Ilona Staller - Monica
Angela Doria - Lucia
Franco Diogene - Monica's Lover
Marcello Martana - Lucia's Father